# Montvale (Virginia)
Montvale es un lugar designado por el censo situado en el condado de Bedford, Virginia  (Estados Unidos). Según el censo de 2010 tenía una población de 698 habitantes.

## Demografía
Según el censo de 2010, Montvale tenía una población en la que el 93,4% eran blancos; el 4,7% afroamericanos; el 0,3% eran indios americanos y nativos de Alaska; el 0,6% eran asiáticos; el 0,0% hawaianos y otros isleños del Pacífico; el 0,0% de otra raza, y el 1,0% a partir de dos o más razas. El 1,0% del total de la población eran hispanos o latinos de cualquier raza.